# Provinz Esteban Arce
Esteban Arce (auch: Esteban Arze) ist eine Provinz im südlichen Teil des Departamento Cochabamba im südamerikanischen Anden-Staat Bolivien. Sie trägt ihren Namen zu Ehren von General Esteban Arce, der Anfang des 19. Jahrhunderts maßgeblich an den bolivianischen Unabhängigkeitsbestrebungen gegen die spanische Kolonialmacht beteiligt war.

## Lage
Die Provinz ist eine von sechzehn Provinzen im Departamento Cochabamba. Sie grenzt im Westen an die Provinz Capinota, im Südwesten an das Departamento Potosí, im Südosten an die Provinz Mizque, im Osten an die Provinz Punata, im Nordosten an die Provinz Germán Jordán, und im Norden an die Provinz Chapare und die Provinz Cercado.
Die Provinz erstreckt sich etwa zwischen 17° 30' und 18° 00' südlicher Breite und 66° 09' und 66° 36' westlicher Länge, ihre Ausdehnung von Westen nach Osten beträgt 40 Kilometer, von Norden nach Süden 55 Kilometer.

## Bevölkerung
Die Einwohnerzahl der Provinz Esteban Arce ist in den vergangenen drei Jahrzehnten auf fast das Doppelte angestiegen:
| Jahr | Einwohner | Quelle       |
| ---- | --------- | ------------ |
| 1992 | 29 717    | Volkszählung |
| 2001 | 31 997    | Volkszählung |
| 2012 | 37 152    | Volkszählung |
| 2024 | 53 964    | Volkszählung |

42,7 Prozent der Bevölkerung sind jünger als 15 Jahre, der Alphabetisierungsgrad in der Provinz beträgt 65,3 Prozent. (1992)
52,6 Prozent der Bevölkerung sprechen Spanisch, 97,3 Prozent Quechua, und 0,6 Prozent Aymara. (1992)
64,7 Prozent der Bevölkerung haben keinen Zugang zu Elektrizität, 79,9 Prozent leben ohne sanitäre Einrichtung (1992).
90,8 Prozent der Einwohner sind katholisch, 7,2 Prozent sind evangelisch (1992).

## Gliederung
Die Provinz Esteban Arce untergliederte sich bei der letzten Volkszählung von 2024 in die folgenden vier Verwaltungsbezirke (bolivianisch: Municipios):
- 03-0401 Municipio Tarata – 11.235 Einwohner
- 03-0402 Municipio Anzaldo – 7.322 Einwohner
- 03-0403 Municipio Arbieto – 30.454 Einwohner
- 03-0404 Municipio Sacabamba – 4.953 Einwohner

## Ortschaften in der Provinz Esteban Arce
- Municipio Tarata
  - Tarata 3952 Einw. – Huayculi 620 Einw. – Mendez Mamata 282 Einw. – Huasa Rancho 187 Einw. – Izata 121 Einw.

- Municipio Anzaldo
  - Anzaldo 1209 Einw. – Pajcha Pata Lux 186 Einw. – Soico 145 Einw. – Blanco Rancho 118 Einw. – Alfamayu 115 Einw. – La Viña 111 Einw. – Chapini 107 Einw. – Thaya Paya 91 Einw. – Quiriria 69 Einw. – Caranota 68 Einw. – Sivingani 41 Einw. – Apachetas Einwohnerzahl unbekannt

- Municipio Arbieto
  - Arbieto 5335 Einw. – Santa Rosa de Lima 1622 Einw. – Llave Mayu 1191 Einw. – Tiataco 1148 Einw. – Mamanaca 775 Einw. – Alto Litoral 540 Einw. – Aranjuez 504 Einw. – Angostura 475 Einw. – Achamoco 172 Einw.

- Municipio Sacabamba
  - Sacabamba 612 Einw. – Matarani 379 Einw.